# Robert Hoernschemeyer
Robert James „Bob“ Hoernschemeyer (* 15. September 1925 in Cincinnati, Ohio; † 18. Juni 1980 in  Detroit, Michigan), Spitzname: „Hunchy“ war ein US-amerikanischer American-Football-Spieler. Er spielte als Runningback in der All-America Football Conference (AAFC) und in der National Football League (NFL) bei den Chicago Rockets, den Brooklyn Dodgers, den Chicago Hornets und den Detroit Lions.

## Jugend
Robert Hoernschemeyer wurde als Sohn eines Geschäftsmannes geboren. Sein Vater starb, als er acht Jahre alt war. In seiner Geburtsstadt besuchte er die High School, wo er auch von 1940 bis 1942 American Football spielte. 1942 war er Mannschaftskapitän seines Teams. Während seiner Schulzeit gelangen ihm 20 Touchdowns.

## Spielerlaufbahn

### Collegekarriere
Bob Hoernschemeyer studierte in den Jahren 1943 und 1944 an der Indiana University, für deren Footballteam, die „Indiana Hoosiers“, er auflief. Hoernschemeyer spielte für die Hoosiers als Tailback. Im Team der Hoosiers spielte 1943 mit Pete Pihos ein Spieler, der im Jahr 1970 in die Pro Football Hall of Fame aufgenommen wurde. Hoernschemeyer machte 1943 in einem Spiel gegen die University of Nebraska landesweit auf sich aufmerksam. Pihos hatte noch im ersten Viertel einen Fumble der gegnerischen Mannschaft an deren 33 Yard Linie gesichert. Hoernschemeyer warf im nächsten Spielzug einen Pass auf einen Mitspieler, der den Ball zu einem Touchdown verwandeln konnte. Die Hoosiers gingen mit 14:0 in Führung. Hoernschemeyer ließ noch weitere Taten folgen. 14 seiner 18 Pässe konnten zu einem Raumgewinn von 345 Yards gefangen werden. Er erlief selbst einen Raumgewinn von 113 Yards und erzielte zudem sechs Touchdowns bei dem 54:13-Sieg seines Teams. Robert Hoernschemeyer führte im Jahr 1944 die Passstatistik der Big-Nine-Conference an. Von seinem College wurde er in beiden Studienjahren für seine sportlichen Leistungen ausgezeichnet. 1945 wechselte Hoernschemeyer an die United States Naval Academy, wo er gleichfalls American Football spielte. Aufgrund einer Verletzung musste er jedoch vier von neun Spielen aussetzen.

### Profikarriere
Im Jahr 1945 wurde in Chicago die All-America Football Conference gegründet. Die Liga nahm im Jahr 1946 den Spielbetrieb auf. Hoernschemeyer lief für die Chicago Rockets als Tailback auf, wechselte aber im Laufe der Saison 1947 zu den  von Cliff Battles trainierten Brooklyn Dodgers. Vor der Saison 1949 band sich „Hunchy“ an die von Ray Flaherty trainierten Chicago Hornets. In diesem Jahr stellte er mit 133 Läufen die AAFC-Jahresbestleistung auf. Nach der Saison 1949 stellte die AAFC ihren Spielbetrieb ein. Die Spieler der Mannschaften die nicht in die NFL übernommen wurden, gingen in einen Spielerpool ein. Hoernschemeyer war im Jahr 1947 ursprünglich von den New York Giants gedraftet worden. Da er sich der AAFC anschloss, waren diese jedoch nicht in der Lage ihn vertraglich an sich zu binden. Die Giants nutzen 1950 nicht die Gelegenheit Bob Hoernschemeyer zu verpflichten. Die Detroit Lions griffen zu und banden ihn vertraglich an ihre Mannschaften. Im gleichen Jahr verpflichteten die Lions Buddy Parker, der zunächst als Assistenztrainer in Detroit tätig war und 1951 das Amt des Head Coaches übernahm. Das Team wurde mit jungen, erfolgshungrigen Spielern, wie dem Quarterback Bobby Layne, dem Guard Lou Creekmur oder dem Safety Yale Lary verstärkt. In den nächsten Jahren sollte das Team zusammen mit den Cleveland Browns und ihrem Erfolgstrainer Paul Brown die NFL dominieren. Hoernschemeyer spielte für die Lions in der Offense als Halfback und sollte zu einem wichtigen Bestandteil der Mannschaft werden.
1952 konnte Hoernschemeyer mit seiner Mannschaft zum ersten Mal in die Play-offs und in das NFL-Meisterschaftsspiel einziehen. In den Play-offs wurden zunächst die Los Angeles Rams mit 31:21 geschlagen, wobei er selbst einen Touchdown zum Sieg seiner Mannschaft beitrug. Im NFL-Endspiel wurden dann die Cleveland Browns mit 17:7 besiegt. Im folgenden Jahr konnten die Lions ihren Titel verteidigen und gewannen im NFL-Endspiel erneut gegen die Browns mit 17:16. 1954 musste Hoernschemeyer mit seinem Team dann eine Endspielniederlage hinnehmen. Der Dauerrivale aus Cleveland konnte sich mit 56:10 durchsetzen. Nach der Saison 1955 beendete Hoernschemeyer seine Spielerlaufbahn. Er starb im Jahr 1980 an einer Krebserkrankung.

## Ehrungen
Robert Hoernschemeyer spielte zweimal im Pro Bowl, dem Abschlussspiel der besten Spieler einer Saison. Er wurde fünfmal zum All-Pro gewählt. Er befindet sich in der Michigan Sports Hall of Fame, in der Cincinnati High School Sports Hall of Fame und in der Indiana University Intercollegiate Athletics Hall of Fame.